# Littérature sanskrite

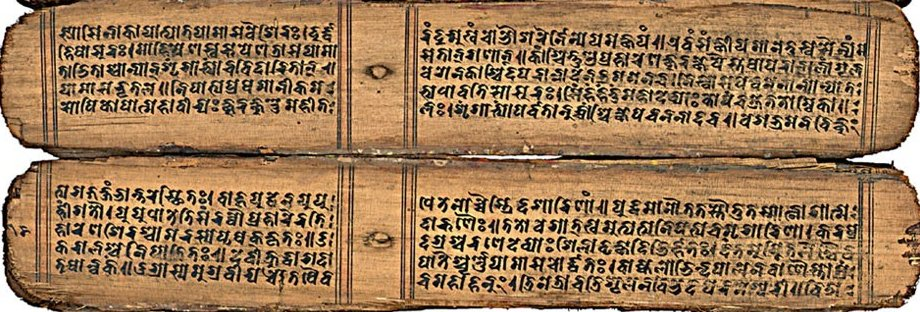
L'un des plus vieux manuscrits connus d'un texte en sanskrit, en Bhujimol. Le Devi Mahatmya, Bihar ou Népal, XIe siècle.

L'histoire de la littérature sanskrite débute avec la transmission orale des Vedas au milieu du IIe millénaire av. J.-C., et se poursuit à travers la tradition orale des grandes épopées. L'âge d'or de la littérature classique en sanskrit se situe dans l'Antiquité tardive, du IIIe siècle au VIIIe siècle. Les textes les plus tardifs sont datés du XIe siècle. La littérature sanskrite disparaît avec la conquête musulmane de l'Inde, en particulier à cause de la destruction de centres intellectuels, tels que les universités de Taxila et Nalanda. Désormais, des initiatives locales du gouvernement indien visent à la faire revivre, telles que le All-India Sanskrit Festival tenu depuis 2002, qui est l'occasion d'un concours d'écriture. 
Il s'agit surtout d'une littérature religieuse diffusant les grands textes de l'hindouisme. La plupart des langues du nord de l'Inde sont issues plus ou moins directement du sanskrit. Cette littérature revêt une importance primordiale au sein de la culture indienne, comparable à celle du latin pour la culture européenne. Plusieurs textes en sanskrit ont été traduits en arabe et en persan, en particulier sous l'influence de l'empereur Akbar. Cette littérature a été portée à la connaissance du monde occidental au XIXe siècle, entraînant un phénomène de mode. 

## Histoire

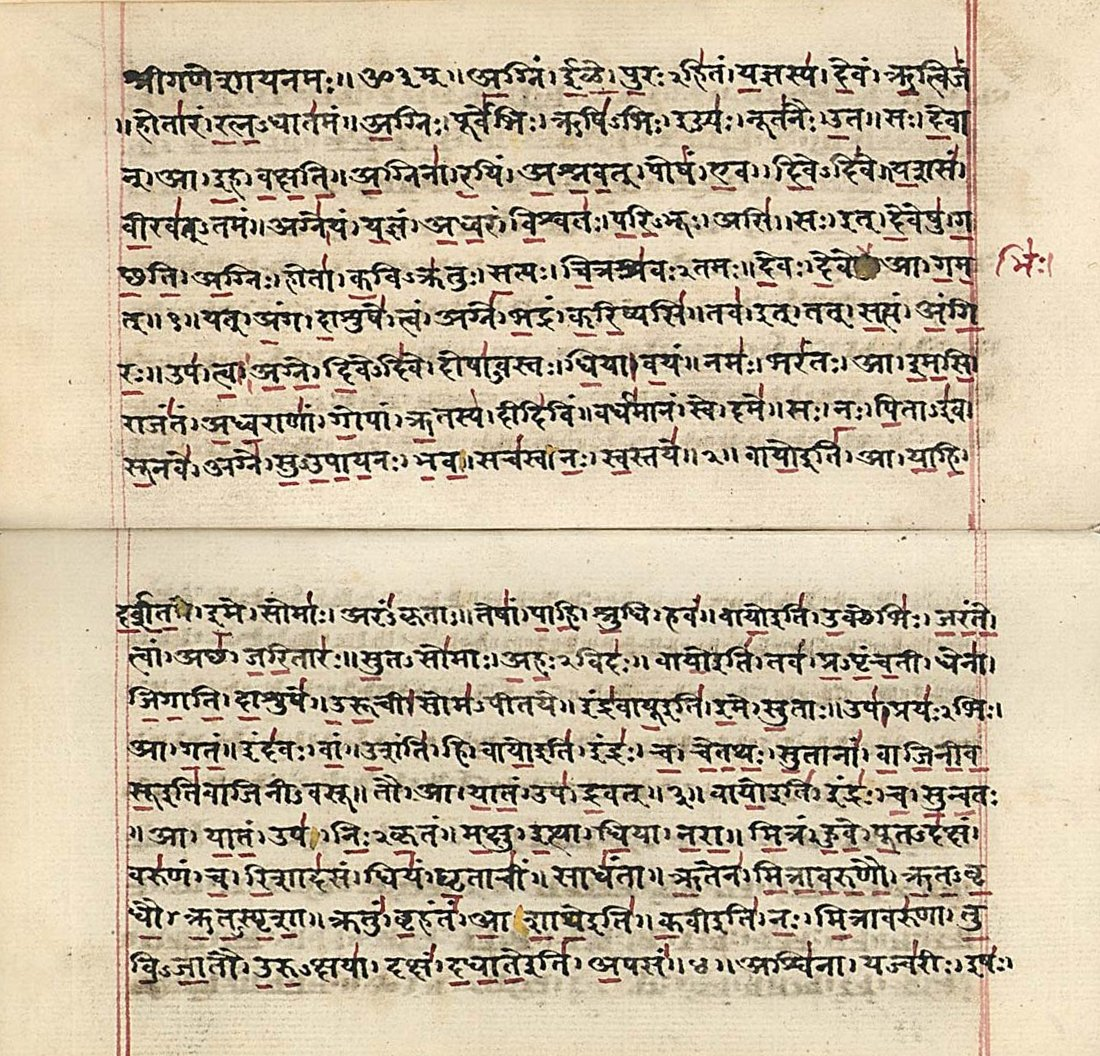
Manuscrit du Rig-Véda en devanāgarī, début du XIXe siècle.

Le plus ancien texte connu de la littérature sanskrite est le Rig-Véda, qui forme également le plus vieux texte connu dans le monde indo-européen. Ses auteurs et compilateurs sont inconnus. Sa datation est très variable, certains avançant qu'il circulait déjà oralement 6 000 ans avant nôtre ère, d'autres estiment qu'il serait daté de 1 200 ans avant notre ère.
Aucun historien indien n'a étudié l'évolution de la littérature sanskrite (jusqu'à une époque très récente), ce qui a entraîné l'oubli de grands poètes de cette littérature. Les difficultés rencontrées pour copier et préserver les manuscrits ont probablement aggravé le phénomène. Il n'existe pas de traces physiques de productions littéraires pour l'époque qui entoure l'ère chrétienne. Les nombreuses invasions de l'Inde à cette époque rendent plausible la théorie d'une absence de production littéraire jusqu'au VIe siècle. 
Au XIXe siècle, un phénomène de mode en occident, lié à la recherche des origines de la littérature, entraîne un intérêt soudain pour la littérature sanskrite. Friedrich Max Müller est l'un des plus engagés, puisqu'il voit dans l'Inde le creuset de toute la culture mondiale. Pour Theodor Benfey, la littérature indienne, en particulier les contes, s'est diffusée dans le monde entier. La reconnaissance des qualités des textes sanskrits s'effectue surtout dans le cadre de la philologie, pour comparer les langues indo-européennes, et dans celui de la mythologie comparée, de l'histoire des religions et de la philosophie.

## Genres

### Littérature religieuse hindouiste

#### Les épopées
Les épopées du Mahabaratha et du Râmâyana constituent une large part de la littérature sanskrite. Leur noyau est très ancien. Ils étaient vraisemblablement chantés de lieu en lieu avant d'être consignés par écrit. Les différentes versions écrites ne reflètent probablement pas les versions orales en raison d'ajouts littéraires au fil du temps.

#### Puranas
Les Puranas forment une autre branche importante de la littérature sanskrite. Par convention, ils sont divisés en deux groupes, les Puranas majeurs au nombre de 18, et les Puranas mineurs, ou Upapuranas, 18 également. Le compilateur de ces textes est supposé être Vyasa, un personnage probablement légendaire. 

#### Contes et fables
Somadeva, un poète de cour du XIe siècle, rédige le Kathâsaritsâgara, soit « L'Océan des rivières des contes », dont sont extraits notamment Les Contes du vampire.

#### Poésie classique
Les grands poèmes sanskrit datent principalement des VIe et VIIe siècles, avec notamment les cinq Mahākāvyas :
- Kumārasambhava par Kālidāsa
- Raghuvamsha par Kālidāsa
- Kiratarjuniya par Bharavi
- Shishupala Vadha par Māgha
- Naishadha Charita par Sriharsha

Certains chercheurs y incluent le Bhattikavya, en tant que 6e Mahākāvya.

## Diffusion
Certains textes sanskrits ont été traduits en arabe et en persan, notamment les Yoga-sûtra de Patañjali et les Upanishads. De manière générale, jusqu'au XIXe siècle, la littérature sanskrite n'arrive en Europe que via le monde arabe. Le Panchatantra, composé au VIe siècle, connaît une large diffusion, étant traduit en pahlavi puis en arabe au VIIIe siècle, par ibn al-Muqaffa, sous le titre de Kalila wa-Dimna. La Śukasaptati, soit les « 70 contes du perroquet », atteint le Moyen-Orient au XIVe siècle grâce à la traduction de al-Nakhshabi, intitulée le Tutinameh. L'idée selon laquelle les contes des Mille et une nuits trouveraient leur origine dans des contes sanskrits connaît une grande popularité, mais reste soumise à controverse, de nombreux thèmes n'étant en rien spécifiques à la littérature sanskrite.
Les poèmes sanskrits sont portés pour la première fois à la connaissance des européens à la fin du XVIIIe siècle, grâce à des érudits britanniques, en particulier William Jones et Henry Thomas Colebrooke, dans le contexte de la domination de la Compagnie britannique des Indes orientales en Inde. Les poèmes sanskrits, Sandesha Kavya en particulier, restent globalement méconnus car difficiles d'accès dans les autres langues.

## Thèmes
La littérature sanskrite laisse généralement une large place à l'observation de la nature. Les Vedas, les Puranas, les épopées et autres textes contiennent un grand nombre de descriptions d'oiseaux, de plantes et d'animaux. L'identification exacte des espèces concernées est difficile, il est vraisemblable que certaines aient pu se confondre au fil des siècles.